# Bohumila Hlaváčová
Bohumila Hlaváčová, provdaná Bohumila Piščeková (* 24. června 1948), byla česká a československá politička a bezpartijní poslankyně Sněmovny národů Federálního shromáždění za normalizace.

## Biografie
K roku 1971 se profesně uvádí jako dělnice. Ve volbách roku 1971 zasedla do české části Sněmovny národů (volební obvod č. 75 – Vsetín, Severomoravský kraj). Ve FS setrvala do konce funkčního období, tedy do voleb roku 1976.